# Лучо Гонзалез
Луис Оскар Гонзалез (шп. Luis Óscar González; 19. јануар 1981) бивши је професионални аргентински фудбалер који игра на позицији везног играча и тренутно наступа за Атлетико Паранаинсе.
Најзапаженији је био док је играо у Ривер Плејту, Порту и Марсељу. За репрезентацију Аргентине је од 2003. до 2011. године наступао 45 пута и постигао 6 голова. Био је изабран у састав репрезентације на Светском првенству 2006. и на Летњим олимпијским играма 2004. када је освојио златну медаљу.
Поред квалитетног шута и додавања, био је познат под надимком El Comandante због својих лидерских способности на терену.